# اندیس نیگنان
نیگنان یک اندیس فلزی است که در حوالی شهر عشق آباد استان خراسان قرار دارد و مادهٔ معدنی موجود در آن، آنتیموان است.سنگ میزبان این اندیس آهک (سازند قلعه دختر ) است و دیرینگی آن به دوران ژوراسیک میانی - بالایی می‌رسد. 